# Принцесса Анджелина
Принцесса Анджелина (англ. Princess Angeline, около 1820 — 31 мая 1896), собственное имя на языке лушуцид — Кикисоблу, Kick-is-om-lo, или Уэвик, Wewick — старшая дочь Сиэтла — предводителя племени суквомишей, в честь которого был назван город Сиэтл.
Родилась в поселении, которое сейчас является районом Рейньер-Бич в Сиэтле. Имя Анджелина ей дала при рождении Кэтрин Мэйнард, жена доктора Дэвида Мэйнарда, друга вождя Сиэтла. Согласно Пойнт-Эллиотскому договору 1855 гг. племя дувомишей должно было переселиться из своих родных земель в резервацию, однако Анджелина проигнорировала его и осталась в городе. Она жила в домике с видом на море между Пайк-стрит и Пайн-стрит, и зарабатывала на жизнь стиркой белья и плетением корзин, которые сначала продавала сама, затем стала изготавливать по заказу антикварного магазина «Ye Olde Curiosity Shop», известного своей богатой коллекцией индейских артефактов и существующего до настоящего времени (см. иллюстрацию).
Похоронена на Кладбище Лейк-Вью на Капитолийском холме в г. Сиэтл. Газета Chronicle of Holy Names Academy сообщала о её смерти:

Смерть принцессы Анджелины. 29 мая 1896 года. Со смертью Анджелины Сиэтл ушла из жизни последняя из прямых потомков великого Вождя Сиэтла, в честь которого был назван этот город. Анджелина — принцесса Анджелина, как её обычно звали — стала мировой знаменитостью… Её узнавали на улицах, согнутую, морщинистую, с красным платком на голове и в шали, медленно ковыляющую, опираясь на трость; нередко эту бедную индейскую женщину видели сидящей на обочине и перебирающей чётки. Доброта и щедрость жителей Сиэтла к дочери вождя… проявилась в похоронной церемонии, которая прошла в Церкви Богоматери Доброй Помощи. Церковь была великолепно украшена; на катафалке, драпированном в траур, в гробу в виде каноэ покоились бренные останки Принцессы Анджелины.
В честь неё названо несколько улиц и парк в Сиэтле.